# Locomotiva SB 3b1
Le locomotive SB 3b1 erano locotender a due assi accoppiati costruite dalla Lokomotivfabrik der StEG per l'esercizio su linee secondarie della rete Südbahn.
Le locomotive ordinate dalla Südbahn alla fabbrica austriaca StEG furono tre e vennero costruite, due unità (con numeri di fabbrica StEG 2143 e 2144) nel 1890 e una (la 2271) nel 1892; la SB le assegnò al gruppo 3b1 numerandole progressivamente da 18 a 20. Inizialmente furono utilizzate sulla ferrovia Liesing-Kaltenleutgeben; due di esse dopo la guerra operarono in Jugoslavia e nel 1924 furono assegnate all'Italia. La terza unità invece giunse direttamente in Italia.
Tutte e tre le macchine vennero incorporate nel parco delle Ferrovie dello Stato italiane assumendo la classificazione ormai disponibile del gruppo 803 (che fino al periodo bellico aveva contraddistinto altre unità di tipo differente) con numeri 803.001–003.
Le locomotive vennero radiate dopo pochi anni, nel 1927.
Le locomotive erano a vapore saturo, con motore a 2 cilindri esterni e semplice espansione; raggiungevano una velocità massima di 45 km/h. Le scorte d'acqua erano pari a 2,7 m³ con 1,33 t di carbone.